# کرومیس
کرومیس(نام علمی: Chromis) نام یک سرده از تیره شقایق‌ماهیان است.
کرومیس‌ها به خاطر اندازه کوچک، رنگ‌های روشن، و طاقت در برابر آب کثیف، به عنوان ماهیان آکواریومی محبوبیت دارند.